# Jeanne Leleu
Jeanne Leleu (Saint-Mihiel, 29 dicembre 1898 – Parigi, 11 marzo 1979) è stata una pianista e compositrice francese.

## Biografia
Nacque a Saint-Mihiel all'età di nove anni entrò al conservatorio a Parigi dove studiò pianoforte con Marguerite Long e Alfred Cortot, contrappunto e fuga con Georges Caussade e composizione con Charles-Marie Widor. Assieme a Geneviève Durony, Leleu fece la sua prima esecuzione con Ma Mère l'Oye di Ravel nel 1910, questi rimase così impressionato dall'esecuzione che nel 1913 le dedicò il suo Prelude.
Con la cantata Beatrix vinse il Prix de Rome nel 1923. Dopo aver completato gli studi, Leleu fece la professoressa presso il conservatorio.

## Composizioni
- Transparencies, sinfonia (1931)
- Beatrix, cantata (1923)
- Un jour d'été, balletto (1940)
- Nantéos, balletto (1957)[4]